# 5성 장군

미국 OF-10 원수 계급에 사용되는 휘장

5성 장군(5 star general) 또는 5성 계급(5 star rank)은 나토 계급 부호 OF-10으로 군의 최고 사령관이다. 또한 이 용어는 나토 회원국이 아닌 국가의 군대에서도 사용한다.
이 단어는 가장 상급자인 장군에게 별 다섯 개(5성) 휘장을 수여하는 미군의 관습에서 유래했다. 그러나 실제로 "5성 계급"의 휘장은 별 5개를 포함하고 있지 않은 경우도 있다. 예를 들면, 프랑스의 OF-10 계급의 휘장은 별을 7개 포함한다. 포르투갈의 OF-10 계급의 휘장은 4개의 금성으로 되어 있다. 영국의 OF-10 계급의 휘장은 아예 별이 하나도 없고 대신 왕관과 2개의 교차하는 지휘봉(baton)을 감싸는 월계관으로 되어 있다.
일반적으로, 5성 장군은 해군 원수, 육군 원수, 공군 원수 등의 지위를 갖는다. 5성 계급은 보통 가장 최고로 높은 계급이기 때문에 매우 드문 편이다. 따라서, 실제로 현역 5성 계급의 지위는 극히 소수의 나라에만 존재하고 보통은 전시에만 5성 장군 계급을 부여한다. 평시에는, 보통 상징적인 계급이다.

## 영국
- 해군 원수(Admiral of the Fleet)
- 해병대 원수(Captain General Royal Marines)
- 육군 원수(Field Marshal)
- 공군 원수(Marshal of the Royal Air Force)

영국 해군 원수 견장
영국 해군 원수 소매
영국 해병대 원수 견장
영국 육군 원수 견장
영국 공군 원수 견장
영국 공군 원수 소매

## 미국
- 해군 원수(Fleet Admiral)
- 육군 원수(General of the Army)
- 공군 원수(General of the Air Force)

공식적으로 9명의 미국 군인이 5성 장군으로 임명되었다. 다음은 미국 군인으로서, 5성 장군으로 임명된 인물이다.
| 군종      | 성명                   | 임명일                          |
| --------- | ---------------------- | ------------------------------- |
| 해군      | 윌리엄 D. 리히         | 1944년 12월 15일                |
| 육군      | 조지 마셜              | 1944년 12월 16일                |
| 해군      | 어니스트 킹            | 1944년 12월 17일                |
| 육군      | 더글러스 맥아더        | 1944년 12월 18일                |
| 해군      | 체스터 W. 니미츠       | 1944년 12월 19일                |
| 육군      | 드와이트 D. 아이젠하워 | 1944년 12월 20일                |
| 육군 공군 | 헨리 아놀드            | 1944년 12월 21일 1949년 5월 7일 |
| 해군      | 윌리엄 홀시 주니어     | 1945년 12월 11일                |
| 육군      | 오마 브래들리          | 1950년 9월 20일                 |

1949년 헨리 아놀드는 최초이자, 현재까지는 유일하게 공군 원수로 임명되었다.
또한 그는 미국 군인 중 육군 원수이자 공군 원수로 복무한 유일한 인물이다.

미국 해군 원수 견장과 소매
미국 육군 원수 견장
미국 공군 원수 견장

## 대한민국
대한민국에서의 5성 장군(원수)은 전시상황 발생시 현재 7명이 존재하는 대장 중에서, 국방부 장관의 추천 - 국무회의의 심의를 거쳐 국회의 동의를 받아 대통령이 임명을 하게 된다(현행 군인사법에 의거, 전시상황에 한해서만 가능). 그러나 현재는 전시상황이 아니기 때문에 굳이 원수를 뽑을 필요가 없는 것이다.

한국 육군 원수 견장
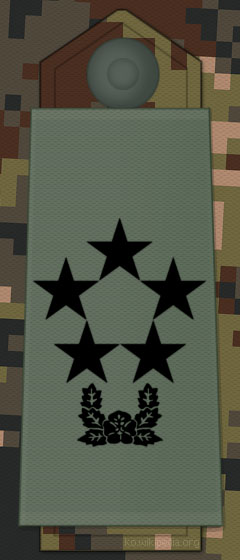
한국 육군 원수 견장 (전투복 부착 포제)
한국 해군 원수 수장/견장
한국 공군 원수 견장

## 오해
동음이의어인 두 단어 '원수(元首)'와 '원수(元帥)'가 혼동되기도 하는데, 전자는 '한 나라의 최고 통치권자'로, 후자는 군인 계급의 하나로 정의된다.

## 같이 보기
- NATO 계급과 휘장
- 군인 계급
- 대원수
- 장군